# Park Row (film)
Park Row is een Amerikaanse dramafilm uit 1952 onder regie van Samuel Fuller.

## Verhaal
De journalist Phineas Mitchell richt in 1886 een nieuwe krant op in New York. Hij trekt getalenteerde redacteuren aan en het blad groeit al gauw uit tot een te duchten concurrent voor zijn vorige werkgever. Zijn oude chef tracht hem stokken in de wielen te steken.

## Rolverdeling
| Acteur          | Personage           |
| --------------- | ------------------- |
| Gene Evans      | Phineas Mitchell    |
| Mary Welch      | Charity Hackett     |
| Bela Kovacs     | Ottmar Mergenthaler |
| Herbert Heyes   | Josiah Davenport    |
| Tina Pine       | Jenny O'Rourke      |
| George O'Hanlon | Steve Brodie        |
| J.M. Kerrigan   | Dan O'Rourke        |
| Forrest Taylor  | Charles A. Leach    |
| Don Orlando     | Mijnheer Angelo     |
| Neyle Morrow    | Thomas Guest        |
| Dick Elliott    | Jeff Hudson         |
| Stuart Randall  | Mijnheer Spiro      |
| Dee Pollock     | Rusty               |
| Hal K. Dawson   | Mijnheer Wiley      |